# 武田祐子
武田 祐子（たけだ ゆうこ、本名：清水 祐子 - しみず ゆうこ、旧姓：武田、1970年5月29日 - ）は、フリーアナウンサー。元フジテレビアナウンサー（退社時点でアナウンス室副部長）。山形県山形市出身。株式会社acaliと業務提携。

## 来歴
山形大学附属小学校、山形大学附属中学校、山形県立山形西高等学校を卒業した。高校時代は新体操の選手であった。べにばな国体の観光物産PRのアルバイトをきっかけにマスコミの仕事に興味を持つ。山形大学理学部生物学科卒業後、1994年にフジテレビにアナウンサーとして入社。大学4年生のときに、それまでフジテレビ系列局だった山形テレビがテレビ朝日系列にネットチェンジしたため、フジテレビの番組を全く見ることができないまま就職活動をした（その後1996年にさくらんぼテレビジョンがフジテレビ系列局として開局）。当時、地方国立大学出身のキー局アナウンサーは珍しく、本人も受かるとは思っていなかったが、理系であったことも含め珍しがられたこともあり合格に至った。
「FNNスーパータイム」（お天気キャスター）、「あなたの東京」、「ビッグトゥデイ」、「おはよう!ナイスデイ」、「土曜一番!花やしき」、「笑っていいとも」、「めざまし天気」、「FNNスーパーニュースWEEKEND」のキャスター（2000年4月～2006年10月1日）、「新・週刊フジテレビ批評」、「もしもツアーズ」（ナレーション）、「ゲームセンターCX」（ナレーション）などに出演。
「もしもツアーズ」では、アナウンサーらしからぬアニメ声が話題となり、その後の多くのバラエティ番組でも「もしツア風」のナレーションが広まった。
2002年2月に、同僚のディレクター・清水泰貴と結婚した。また甥の武田誠司が2001年にADとして入社（現在は夫の部下）。
2007年から2013年まで「馬の王子様」のナレーションを担当し、何頭もの馬の声を使い分けるなど七色の声を披露する。特に"ぽにお"の愛くるしい声は評判となった。
バラエティ番組のキャラ声だけでなく、ドキュメンタリーのナレーションも多く手掛ける。2015年放送の「ザ・ノンフィクション」～リアル追跡ドキュメント 多摩川で悼む人々～でFNSアナウンス大賞を受賞した。さらに2016年放送の「ザ・ノンフィクション」～失敗は失敗じゃない～で、ギャラクシー賞奨励賞を受賞した。
映画「スウィングガールズ」（2004年公開）にはアナウンサー役で出演した。山形県が舞台である同作品では台本に対する方言指導も行った（しかし、訛りが強すぎる等の理由で米沢弁への変更が決定し、方言指導も別の人物が行う事となった）。また、同年公開の映画「解夏」のDVDでは、視覚障害者の為のナレーションを担当した。
2011年3月11日に妊娠が判明し、同年10月から産前産後休暇に入った。司会を務めていた「新・週刊フジテレビ批評」は西山喜久恵にバトンタッチし、さらに、2002年からナレーションを務めていた「もしもツアーズ」では10月1日放送分より柳原可奈子へ交代した。同年11月9日夕、都内の病院で第1子である男児を出産した。
2013年4月、職場に復帰した。同月1日から9月27日まで放送されていた全国ネットの情報番組「アゲるテレビ」では、番組キャラクター「アゲるん」の声を担当していた。
2017年3月16日放送分の「ゲームセンターCX」内で、3月31日付でフジテレビを退職すること（合わせて、レギュラーの降板）を自ら発表した。4月からはフリーアナウンサーとして、事務所には所属せず活動する。
2018年7月より株式会社acaliと業務提携を開始した。

## 人物
漫画家のやくみつるが大のファンで、4コマ漫画にも「おタケさん」というキャラクターをたびたび描いている。
テツandトモのトモこと石澤智幸とは幼稚園から中学校までの同級生である。
演出家、劇作家、俳優の後藤ひろひとは小学校、中学校の先輩である。
手相占いを得意としている。「アナ★バン!」で披露し、“お台場の母”と呼ばれる。

## 現在の担当番組
- 猫の映画缶
- ゲームセンターCX（ナレーション  - 2017年3月16日、以降は不定期）
- よゐこの○○で○○生活（ナレーション）
- 〜ゲキテキ復活!〜何年ぶり?（ナレーション）
- メシドラ〜兼近&真之介のグルメドライブ〜（ナレーション）

## 過去の担当番組
- FNNスーパーニュースWEEKEND（1999年4月から2000年3月までスポーツコーナー担当、2000年4月から2006年9月までメインキャスター）
- ハピふる!
- めざまし天気
- 晴れたらイイねッ!
- うまなりクン（ナレーション）
- 土曜一番!花やしき
- めざましテレビ（「きょうのわんこ」ナレーション、西山喜久恵の産休代理、2007年9月3日から2008年9月30日まで。）
- 週刊フジテレビ批評
- 新・週刊フジテレビ批評
- フジアナスタジオ まる生（2011年9月24日）
- すぽると!（土曜日ナレーション）
- 馬の王子様（ナレーション）
- もしもツアーズ（ナレーション)
- 知りたがり!（「佐々木恭子の“主婦達”への道」ナレーション）
- 勘三郎が泣いた!勘太郎挙式&感動秘話〜さよなら歌舞伎座SP（ナレーション）
- アゲるテレビ（2013年4月1日 - 9月27日、月 - 金曜日）「アゲるん」の声で「まるみせクルーズ」（映像取材特集コーナー）のナビゲーターを担当
- 一周忌特別番組 勘三郎 最期の言葉（2013年12月7日、ナレーション）
- 直撃LIVE グッディ!
- ザ・ノンフィクション
- 全力!脱力タイムズ
- もしもツアーズ（ナレーション）

## フジテレビ退職後の出演番組
- 垣花正 あなたとハッピー!（ニッポン放送、2017年11月20 - 22日・2018年5月16 - 18日） - いずれもアシスタント・那須恵理子休暇時の代理。

## 同期入社
- 木佐彩子（現在はフリーアナウンサー）
- 佐野瑞樹
- 富永美樹（現在はフリーアナウンサー）
- 渡辺琢（「ワンナイ」ディレクター）
- 関口大輔（映画「スウィングガールズ」「解夏」プロデューサー）